# 麵咪媽
麵咪媽（1992年12月21日—2023年3月2日；LIHKG會員編號：81150），是一位香港財經評論網紅，活躍於連登討論區，因其發佈的財經評論時常與現實走向相反而知名，被網民戲稱為「燈神」。2020年，他確診末期腦癌，一度在網上發起眾籌募集醫藥費，後於2022年出版自傳，講述其投資和抗癌經歷。
2023年3月2日，他的家人在連登討論區和Telegram上公佈他的死訊。

## 生平
麵咪媽的真名不詳，幼年時他的家教頗嚴，但與家人關係良好，他亦視三位親姊姊為偶像。他原於工程界任職，收入穩定，但因認為打工沒有辦法成為超級富豪而打算另覓致富途徑，隨後在朋友建議下和閱讀財經書籍後嘗試接觸股票，並開始在連登討論區上發表自己的意見和分析股市走勢。他在討論區註冊時因手上正好拿著一包媽咪麵，便以此為用戶名，後來一次跟網民打賭股票升跌卻最終猜錯，遂按約定將名字倒轉來寫，變成「麵咪媽」。麵咪媽的財經評論和走勢分析經常與結果相反，甚至會出現「買升出跌，買跌出升」的情況，因此被網民戲稱為「燈神」。麵咪媽曾於2019冠狀病毒病爆發前指他看好石油價格，然而在2020年因疫情和經濟環境疲弱令原油需求暴跌，更一度出現負油價。2020年，螞蟻集團在港招股，麵咪媽表示有意全倉轉持，更揚言買了之後不會沽出，然而螞蟻集團於翌日宣佈暫緩上市。2021年，他亦曾力讚阿里巴巴、騰訊控股和美團三隻中國新經濟股，形容為他的年度重點推介，然而三隻股票均於當天大跌，阿里巴巴更於單日跌了8%，股價一度觸及200元水平，該事件亦被廣泛視為麵咪媽最具代表性的反指標事例。此外，麵咪媽的帖文時常被《香港01》、《經濟一週》等媒體引述和分析，而《端傳媒》亦曾訪問過一位專門去買麵咪媽指會跌的股票而致富的年青股民。
2020年5月，時年27歲的麵咪媽在一次暈倒入院檢查後發現其腦內有膠質瘤，至6月初病情惡化，雖在手術後順利切除大部份腫瘤，但他隨後收到醫院報告證實患上末期腦癌，更一度被告知只剩下幾個月的壽命。他在同年7月舉辦了三場「見麵會」，與網民們會面，並開始接受化療。同年11月，他為了接受腫瘤電場治療而在網上發起眾籌募集醫藥費，在眾籌首天便已籌到50萬元，最終亦達成了籌款目標。此外，有網民亦購下了《蘋果日報》的全版廣告為他打氣。2021年，麵咪媽曾接受香港電台節目《鏗鏘集》訪問，講述其抗癌和籌募醫藥費的經過。2022年，麵咪媽出版自傳《我不是燈神》，由點子出版發行，於2022年香港書展上首賣，內容環繞其成長、投資和抗癌經歷。
2023年3月2日，他的姊姊按照他生前的意願，於連登和Telegram上發佈帖文公佈他不敵癌症病逝的消息，並隨即引來不少網民留言哀悼。

## 著作
- 《我不是燈神》（2022年，點子出版，ISBN 9789887618805）

## 外部連結
- 麵咪媽的Facebook專頁
- 麵咪媽的LIHKG討論區用戶頁 （页面存档备份，存于）